# Population 436
Pour plus de détails, voir Fiche technique et Distribution.
Population 436 est un film d'horreur américano-canadien réalisé par Michelle MacLaren, sorti directement en vidéo en 2006.

## Synopsis
Le village de Rockwell Falls a, étrangement, un nombre invariable de 436 habitants depuis toujours. Steve Kady, agent de recensement, est envoyé par les services de l'Etat à Rockwell Falls. En apparence tout semble normal, mais petit à petit, Steve découvre des comportements étranges chez les habitants. Steve décide d'enquêter. Il découvrira un macabre secret...

## Fiche technique
- Titre français : Population 436
- Titre original : Population 436
- Réalisation : Michelle MacLaren
- Scénario : Michael Kingston
- Musique : Glenn Buhr
- Photographie : Thomas Burstyn
- Montage : Gabriel Wrye
- Pays d'origine :  Canada  États-Unis
- Producteur : Phyllis Laing & Judy Oseransky
- Société de production : Pariah
- Société de distribution : Destination Films
- Format : Couleur - Dolby Digital - DTS - 35 mm - 1.85:1
- Genre : Thriller, Film d'horreur
- Durée : 89 min
- Public : Déconseillé aux moins de 10 ans

## Distribution
- Jeremy Sisto  (VF : Lionel Tua)  : Steve Kady
- Leigh Enns : Kathy Most
- Fred Durst  (VF : Emmanuel Karsen)  : Le député Bobby Caine
- Charlotte Sullivan : Courtney Lovett
- Peter Outerbridge  (VF : Bruno Carna)  : Le député Christian Hecker
- R.H. Thomson  (VF : Patrick Borg)  : Shérif Calcutt
- David Fox  (VF : Gérard Dessalles)  : Dr Greaver
- Susan Kelso : Nurse Greaver
- Peter Jordan : Le ministre Hiller
- Monica Parker : Belma Lovett
- Frank Adamson : Le maire Gus Grateman
- David Ames : Ronald Greaver
- Rick Skene : Ray
- Reva Timbers : Amanda Jacobs
- Marina Stephenson Kerr : Ruby Flynn
- Christian Potenza  (VF : Alexandre Gillet)  : Frank Ramsey